# إدوارد ميرفي ماركهام
إدوارد ميرفي ماركهام (بالإنجليزية: Edward Murphy Markham) هو عسكري أمريكي، ولد في 6 يوليو 1877 في تروي في الولايات المتحدة، وتوفي في 14 سبتمبر 1950 في واشنطن العاصمة في الولايات المتحدة.